# Монгольское завоевание Анатолии
Монгольское завоевание Анатолии — произошло с 1241 по 1243 год. После поражения армии сельджуков Румского султаната в битве при Кёсе-даге в 1243 году территория оказалась под контролем монголов Хулагуидского Ильханата вплоть до 1335 года. В 1277 году  между Кипчаками Бейбарса из Мамлюкского султаната и армией монголов Ильханата произошла битва при Эльбистане, где монгольская армия проиграла, потеряв 6770 воинов.
Из-за нескольких мятежей против султана сельджуков Рума, в 1255 году монгольская орда легко преодолела центральную и восточную Анатолию. В Турции до сих пор можно найти следы культурного наследия монголов, в частности захоронения различных правителей, в том числе и сына ильхана Ирана Хулагу.

## Ранняя история

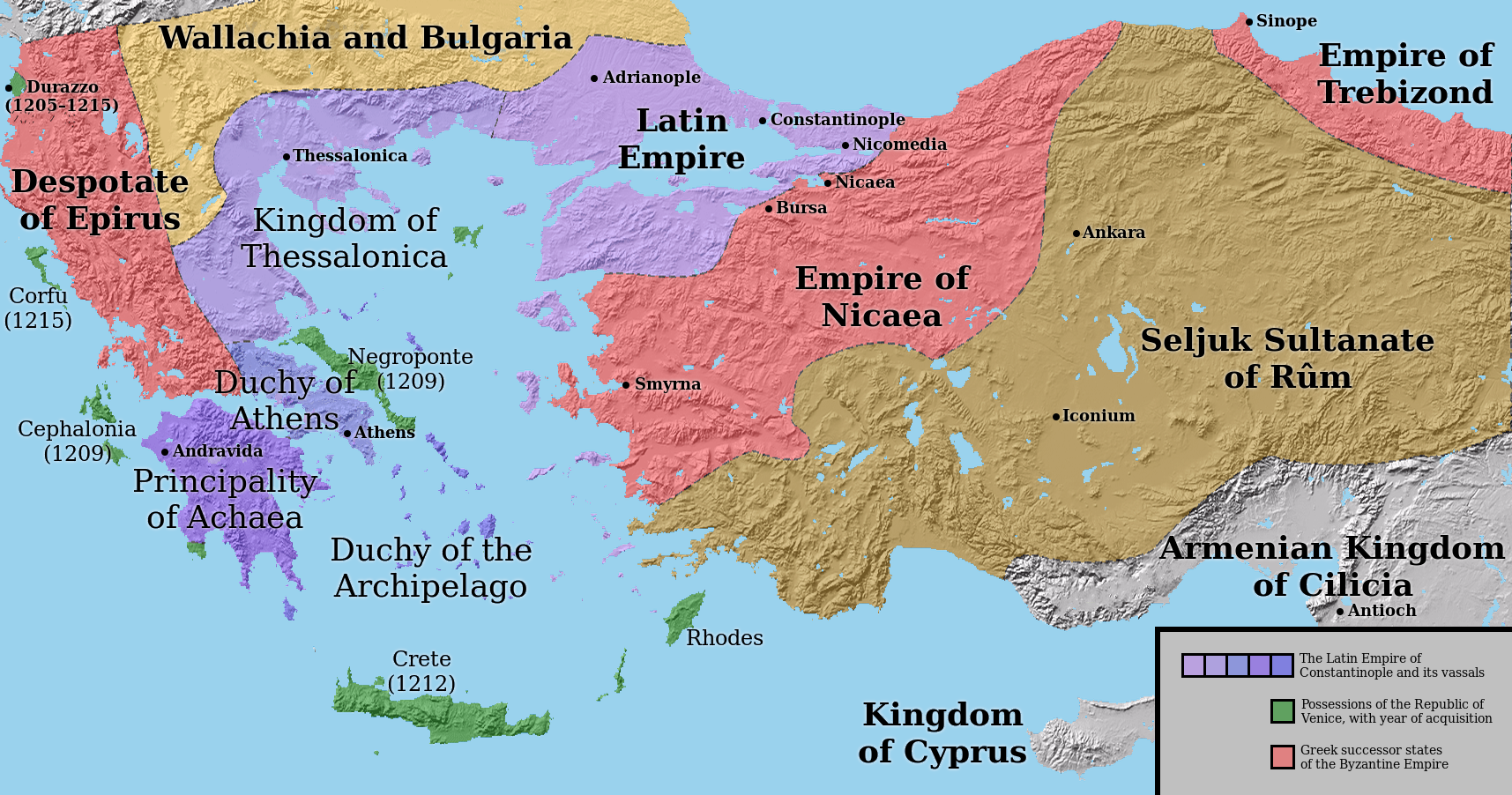
Карта распада Византийской Империи на Латинскую Империю, Никейскую Империю, Эпирский деспотат перед вторжением монголов

В 12 столетии Византийской империи удалось повторно утвердить свою власть в восточной и северной части Анатолии. После завоевания Константинополя в 1204 году в ходе Четвертого крестового похода, были образованы Эпирский деспотат и Никейская Империя. Несколькими неделями раньше Алексей Комнин основал Трапезундскую империю.
Трабзон и Никея находились на границе с Монгольской Империей. Контроль над территориями поделили греки и сельджуки, с постоянным ослаблением влияния Византии.
Во время Чормагана, военные действия с турками-сельджуками не велись. Однако после смерти Ала ад-Дин Кей-Кубада I, во времена правления Гийас ад-Дина Кей-Хосрова II в 1236 году монгольская империя вторглась на территорию Великой Армении, находящейся под властью Конийского султаната.
После смерти Угэдея-хана в 1241 году, Кей-Хосров посчитал армию достаточно сильной для сопротивления армии Монгольской империи. Байджу призвал султана принять зависимость от Монголии, лично посетить Монголию и оставить в знак смирения заложников. После отказа выполнения условий, Байджу объявил войну. В ответ армия турок-сельджуков вторглась в Грузинское царство, часть Монгольской Империи.

## Завоевание Эрзурума
В 1241 году армия Байджу подошла к городу Эрзурум. Перед осадой Байнджу предложил жителям сдаться, получив отказ Байджу осадил Эрзурум и после двухмесячной осады захватил его. Армянский хронист тех лет Киракос Гандзакеци, описывая это событие, отмечал, что:

татары [то есть монголы] разделили городские стены на участки между разными отрядами… воздвигли множество катапульт и разрушили стены. После этого они ворвались в город, без всякой пощады предали мечу жителей, ограбили их имущество и богатство, а город сожгли огнём.

Получив послание о падении города, султан направил монгольскому военачальнику письмо, заявляя, что армия Байджу захватила лишь один из множества городов.
Однако с захватом Эрзурума Байджу обрел необходимый плацдарм для дальнейших военных действий в Анатолии, которые он возобновил весной 1243 г.

## Битва при Кёсе-даге

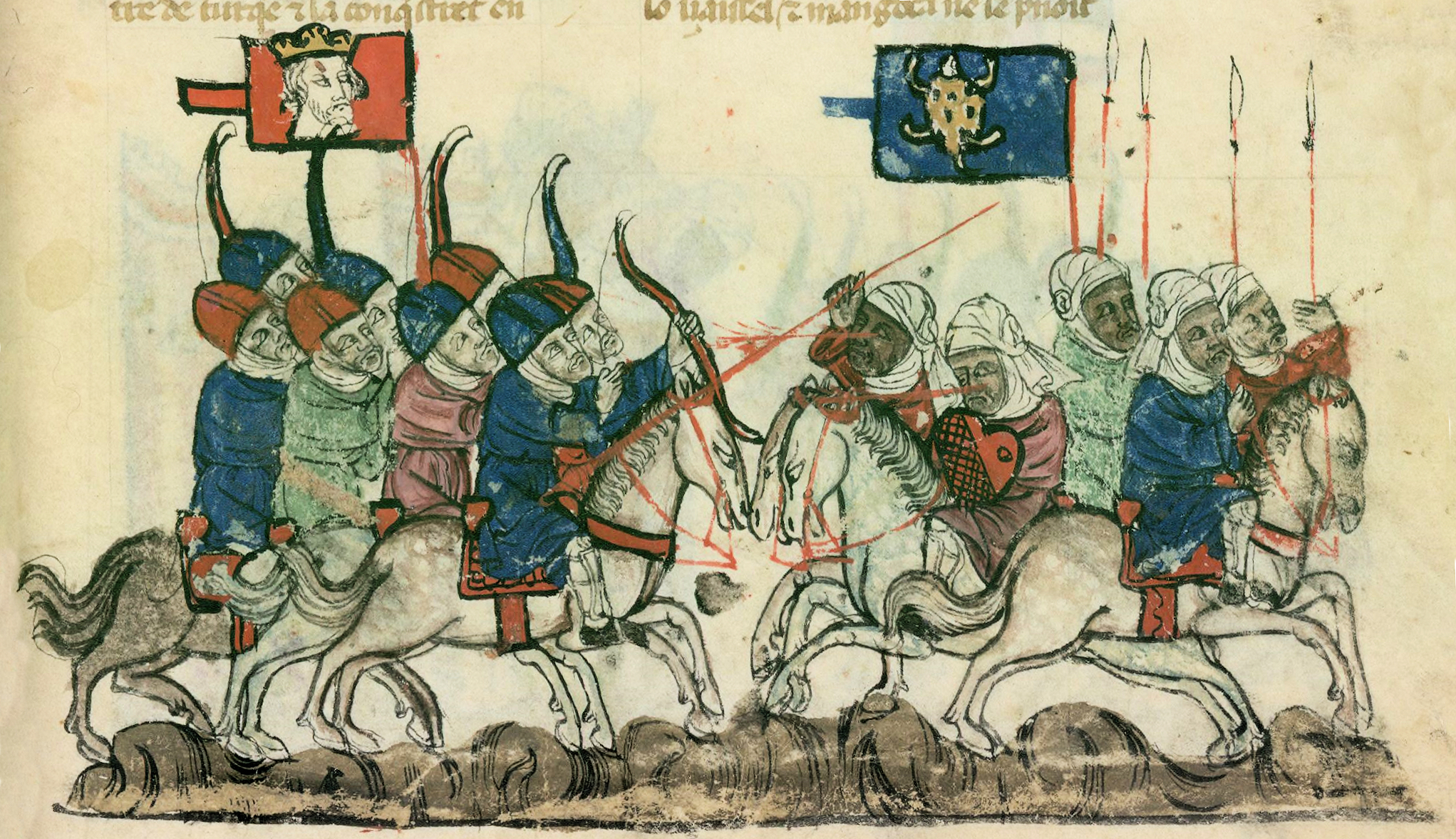
Монгольская армия преследует турок-сельджуков в битве при Кёсе-даге в 1243 году. Страница из рукописи армянского историка Хетума.

Султан заключал союз со всеми странами, окружающими его. Царь Киликийского армянского государства из династии Хетумидов обещал военную помощь, однако до настоящего времени не дошли подтверждающие факты их участия. Кей-Хосров получил военную поддержку со стороны Трапезундской империи, султана Халеба, Никейской империи
В итоге, как сообщает Киракос Гандзакеци, султану удалось выставить «бесчисленное количество людей». Сельджукский хронист Ибн Биби приводит цифру — 70 тыс.
Сельджуки встретили своих противников, заняв выгодные позиции в горном ущелье Кёсе-даг, западнее Эрзинджана.
Однако Байджу сумел перехитрить султанских военачальников, использовав традиционную тактику кочевников с ложным отступлением и внезапной контратакой, в которой участвовали отборные части монголов, а также отряды грузинских и армянских князей. В результате находившиеся в засаде воины, по словам Гандзакеци:

встретив султанские войска, разбили и обратили их в бегство. Султан едва спасся и бежал. Монголы преследовали бегущих и беспощадно истребляли их.

## Заключение мира

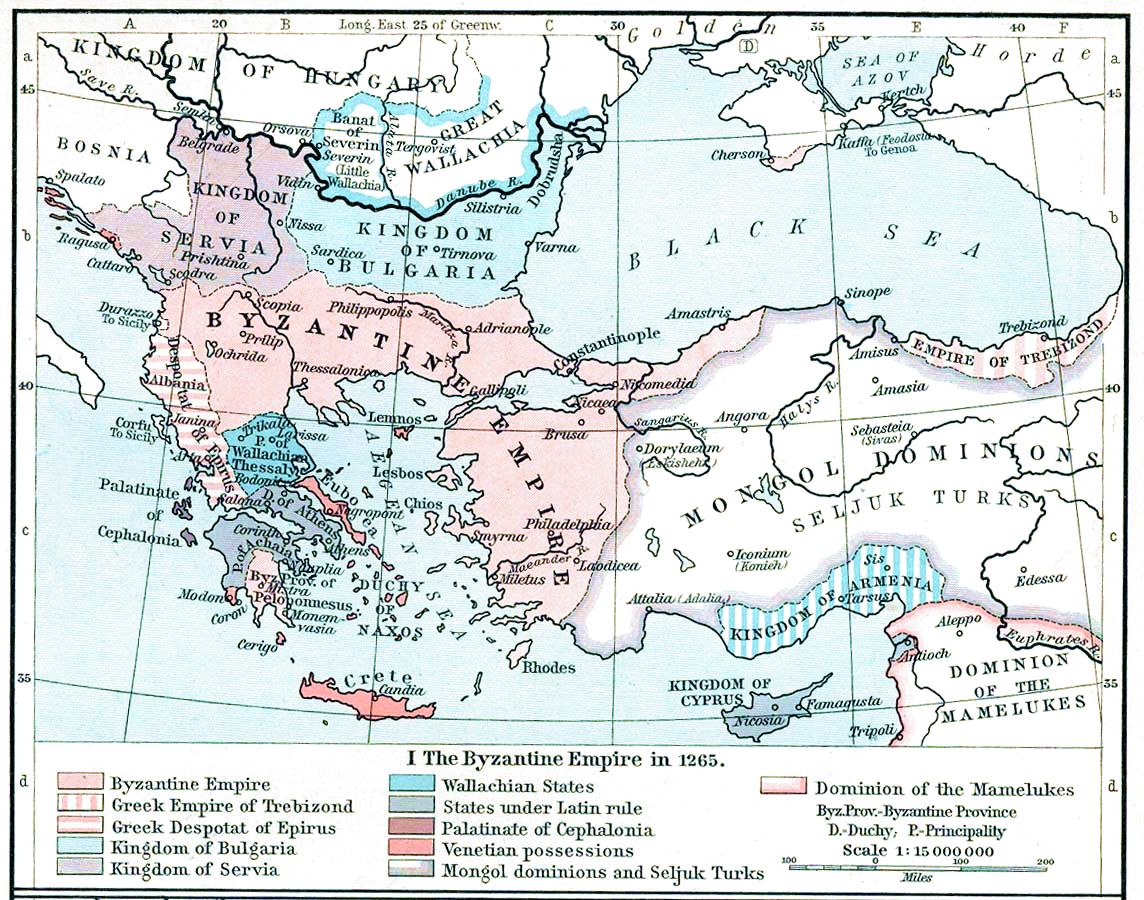
Владения Монгольской империи в Анатолии 1265 года

Султан Кей-Хосров послал Байнджу делегацию, для заключения мирного соглашения. В результате соглашения Конийский султанат был обложен данью, которую должен платить ежегодно в золоте, шелке, верблюдах и овцах. Территория, захваченная монголами, была присоединена к Монгольской империи. Таким образом, султанат был разделен на две части, султану были оставлены земли к западу от реки Кызыл-Ырмак, область к востоку от реки переходила под управление монгольского наместника.
После поражения союзника при Кёсе-даге никейский император Иоанн III Дука Ватац начал подготовку к наступлению монгольской армии. Ватац направил в Мунке-хан послов, с целью выиграть время. Однако Монгольская империя не принимала действий по захвату империи и не вмешивалась в раздел Константинополя, не препятствуя плану Иоанна Ватаца по захвату города, и не способствуя сохранению города в составе Латинской империи.

## Битва при Эльбистане (1277 год)

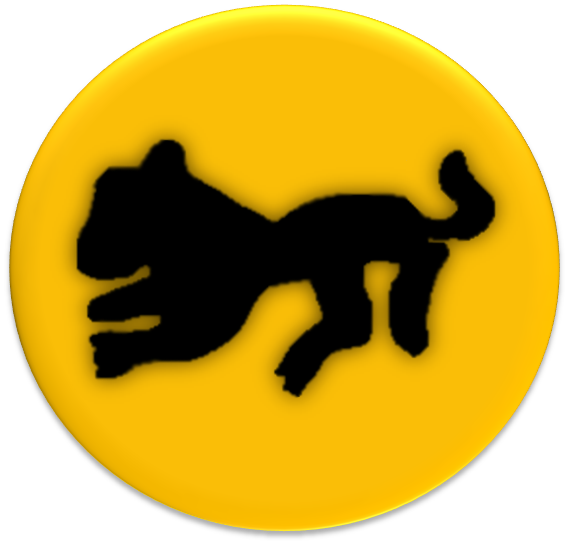
Печать Бахритского кипчакского султана Бейбарса в виде барса (тигра)

15 апреля, 1277 года произошла битва при Эльбистане (на территории современной Турции) между кипчакской кавалерией Байбарса из Мамлюкского султаната Египта и монгольской армией Хулагуидского Ильханата и их союзников — царей Грузии и сельджукских султанов Рума. Численность монгольских захватчиков, как и армия мамлюков(кипчаки и арабские кочевники) было примерно равным 14 тысяч. Монгольская армия Абага хана потерпела сокрушительное поражение от конницы кипчакских мамлюков, и по сведениям ибн Шаддада потеряла 6770 воинов. 
Однако, султан Рума Перване был казнён 2 августа, 1277 года Абага ханом после этой битвы, и Румский султанат обратно стал вассалом Хулагуидского Ильханата. 

## Последствия

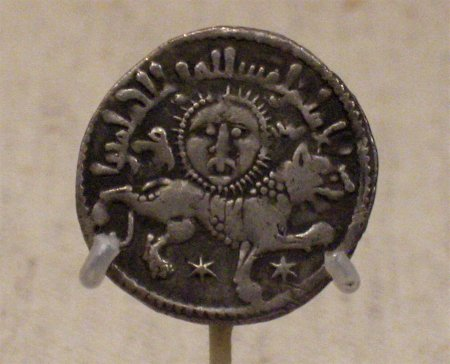
Дирхем времен правления Кей-Хосрова II

После казни и смерти султана Рума Перване в 1277 году, территория Анатолии оказалась под контролем монгольских ханов Ильханата вплоть до 1335 года.
К концу 14 века большинство территории Анатолии находилось под контролем различных бейликов вплоть до крушения династии Сельджукидов. Туркменские бейлики также признавали себя вассалами монгольских ханов, оставаясь фактически самостоятельными правителями областей.
Они не чеканили монеты с изображением собственных правителей, вплоть до Османа I, выпустившего мелкие серебряные монеты, названные акче, по образцу монет Ильханов с собственным изображением. В соответствии с традициями ислама печать монет была прерогативой суверенов, тем самым Осман I заявил о своей независимости от монгольского ханства. Существует мнение, что османы продолжали в какой-то мере платить дань монгольским ильханам вплоть до 1335 года, то есть фактически полной независимости добились лишь после смерти Османа, при его сыне Орхане I.